# 1919年の航空
< 1919年
1918年の航空 - 1919年の航空 - 1920年の航空

## 航空に関する出来事

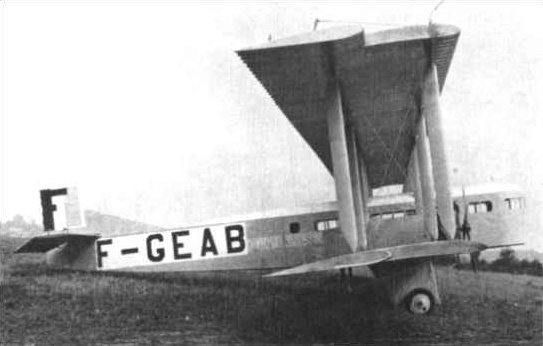
ファルマン ゴリアト

- 1919年 - レイモンド・オルティーグが、ニューヨークとパリ間の無着陸飛行にオルティーグ賞を設ける。
- 1919年 - フランスのアルベール・カコーが、航空宇宙博物館の設立を提案し、これが現在のル・ブルジェ航空宇宙博物館となった。
- 2月18日 - リュシアン・ボスートロが操縦するファルマン ゴリアトが、11人の乗客を乗せてパリからロンドンへの商業飛行を行った。
- 3月 - 日本陸軍が､航空に関する各種技術の教育のためフランスから、フォール（フランス語版）大佐（Jacques-Paul Faure）らの教育団を招聘する。
- 4月 - 旅客輸送専用に作られた初の旅客機、British Aerial Transport Company F.K.26 'Commercial'が初飛行。設計はオランダ人のフリッツ・コールホーフェン。
- 4月18日 - ルイ・ブレゲーがCompagnie Des Messageries Avienne（後のエールフランス）を設立し、ブレゲー 14でパリ - Lille間の商業飛行を行う。

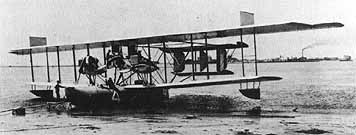
カーチス NC-4 飛行艇

- 5月5日 - 山縣豊太郎が「鶴羽」2号で日本の民間飛行士として初めて宙返り飛行を行った。[1]
- 5月8日〜27日 - アメリカ海軍のカーチスNC-4飛行艇が、着水しながらの大西洋横断飛行に成功。ニューヨークのロングアイランドからポルトガルのリスボンへの飛行だった。
- 5月18日 - イギリスのパイロット、ハリー・ホーカーが大西洋横断飛行に挑戦した。不時着水して、航行中の船舶に救助され、6日後ヨーロッパに生還した。大西洋横断にかけられたデイリーメール賞の半分を受け取った。
- 6月 - レモンド・ドラローシュが、女性の飛行の高度記録と、長距離飛行記録をつくった。

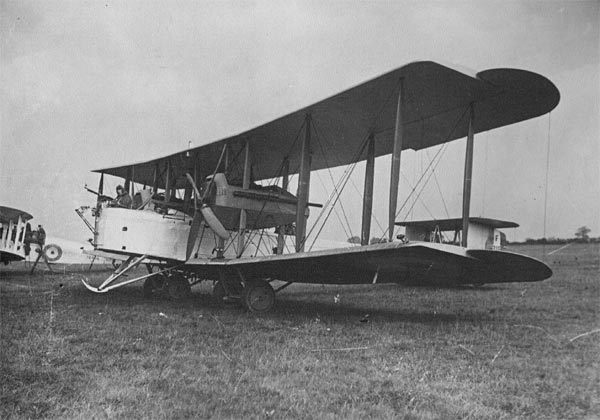
ビッカース ビミー

- 6月14日〜15日 - ジョン・オールコックとアーサー・ブラウンが、ビッカース ビミーでカナダのニューファンドランド島からアイルランドまで16時間での大西洋無着陸横断に初めて成功する。
- 7月6日 - イギリスの飛行船R34が、イギリスからアメリカ合衆国のロングアイランズまでの大西洋横断・往復飛行に成功した。
- 7月21日 - アメリカ合衆国のシカゴ上空で飛行船が火災を発生して墜落し、乗員1人と乗客2人、破片が墜落した銀行の従業員の10人が死亡し、27人が負傷を負った。（「ウィングフット・エア・エクスプレス墜落事故」）
- 8月25日 - 後のブリティッシュ・エアウェイズの前身の航空会社、エアクラフト・トランスポート・アンド・トラベルがロンドン〜パリ線で運航を開始。
- 10月7日 - オランダの航空会社、KLMが運航を開始。
- 10月13日 - パリ国際航空条約が締結された[2]。
- 11月12日〜12月10日 - キース・スミスとロス・スミスが、ビッカース ビミー (G-EAOU) でイギリスからオーストラリアへの飛行に初めて成功。
- 12月 - 日本飛行機製作所が解散し、中島飛行機製作所が設立される。
- 12月5日 - ドイツ系の資本のコロンビアの航空会社、コロンビア・ドイツ航空公社（後にアビアンカ航空となる）が設立された。

## 1919年に初飛行した機体の画像

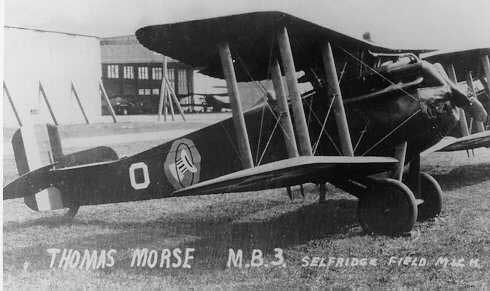
トーマス・モース MB-3 （2月21日）
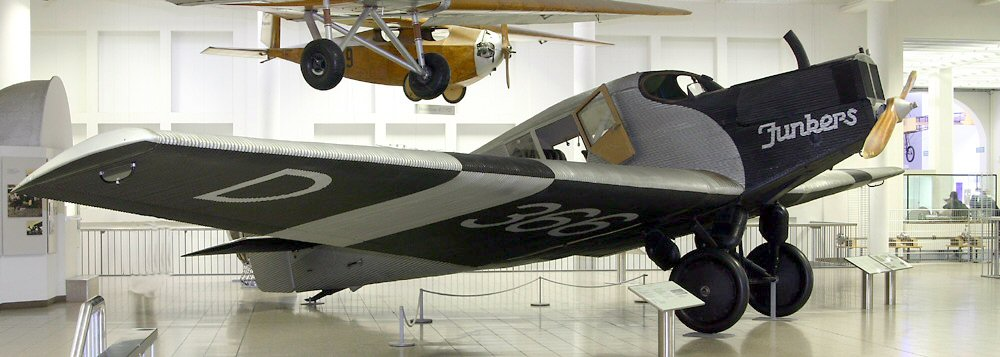
ユンカース F.13 （6月25日）
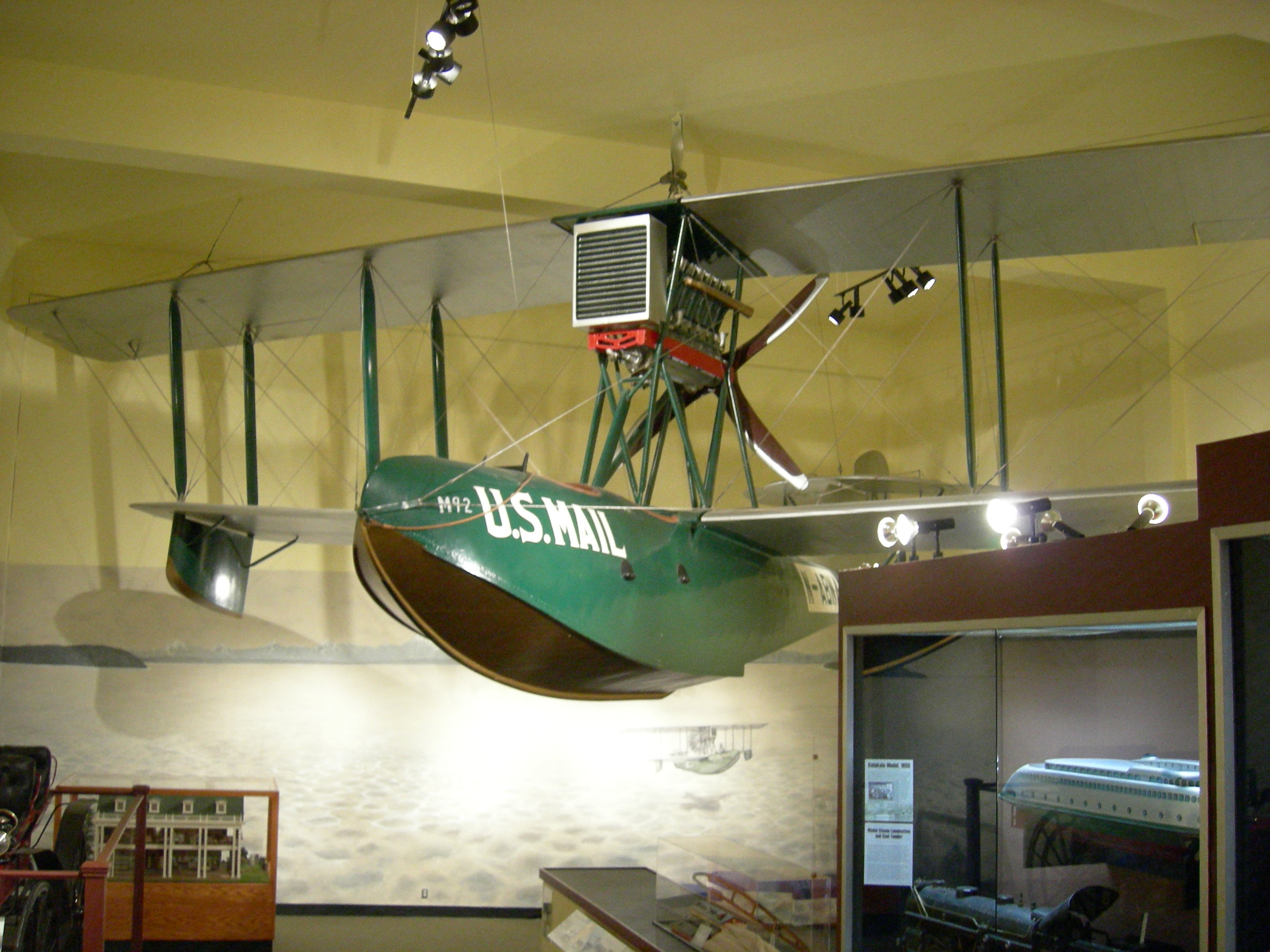
ボーイング B-1 （12月27日）

## 航空に関する賞の受賞者
- イギリス飛行クラブ金賞：ジョン・オールコック、アーサー・ブラウン